# UFC Fight Night: Макдональд vs. Саффедин
UFC Fight Night: MacDonald vs. Saffiedine (также известно как UFC Fight Night 54) — событие организации смешанных боевых искусств Ultimate Fighting Championship, которое прошло 4 октября 2014 года на арене Скотиабанк-центр в канадском городе Галифакс.

## Положение до турнира
Это было первое по счёту мероприятие UFC, состоявшееся в Галифаксе, и третье после The Ultimate Fighter Nations Finale: Bisping vs. Kennedy и UFC 174 в Канаде.
Главным событием вечера стал бой в полусреднем весе между Рори Макдональдом и Тареком Саффедином. В рамках турнира должна была состояться встреча Пейдж Ванзант и Кайлин Каррен, но по причине травмы, полученной Ванзант, бой было решено перенести на UFC Fight Night 57. Ожидалось, что Митч Ганьон будет драться с Алджамейном Стерлингом, но из-за травмы Стерлинг был вынужден сняться с боя, его сперва заменил Роб Фонт. Впоследствии Фонт тоже снялся с турнира, и его заменили новичком Романом Салазаром. С Падди Холоханом должен был встретиться Луис Годино, однако Луис был заменён Крисом Келадесом.

## Результаты
| Категория                            |                    |                 | Способ                                     | Раунд | Время |
| Основные бои (FX)                    |                    |                 |                                            |       |       |
| Полусредний веc                      | Рори Макдональд    | Тарек Саффедин  | Технический нокаут (удары)                 | 3     | 1:28  |
| Легчайший вес                        | Рафаэл Асунсан     | Брайан Карауэй  | Единогласное решение (30-27, 30-27, 30-27) | 3     | 5:00  |
| Лёгкий вес                           | Чед Лаприз         | Йосденис Седено | Единогласное решение (30-27, 30-27, 30-27) | 3     | 5:00  |
| Средний вес                          | Элиас Теодору      | Бруну Сантус    | Единогласное решение (29-28, 29-28, 29-28) | 3     | 5:00  |
| Полусредний вес                      | Нордин Талеб       | Ли Цзинлян      | Раздельное решение (29-28, 28-29, 30-27)   | 3     | 5:00  |
| Легчайший вес                        | Митч Ганьон        | Роман Саласар   | Удушающий приём (сзади)                    | 1     | 2:06  |
| Предварительные бои (Fox Sports 2)   |                    |                 |                                            |       |       |
| Лёгкий вес                           | Дарон Крюйкшенк    | Энтони Нжокуани | Единогласное решение (30-27, 30-27, 30-27) | 3     | 5:00  |
| Лёгкий вес                           | Оливье Обен-Мерсье | Джейк Линдси    | Единогласное решение (30-27, 30-27, 30-27) | 3     | 5:00  |
| Лёгкий вес                           | Пол Фельдер        | Джейсон Сагго   | Раздельное решение (28-29, 29-28, 29-28)   | 3     | 5:00  |
| Наилегчайший вес                     | Крис Келадес       | Патрик Холохан  | Единогласное решение (29-28, 29-28, 29-28) | 3     | 5:00  |
| Предварительные бои (UFC Fight Pass) |                    |                 |                                            |       |       |
| Полусредний вес                      | Альберт Туменов    | Мэтт Дуайер     | Нокаут (удары ногой и рукой)               | 1     | 1:03  |
| Легчайший вес                        | Педру Муньюс       | Джеррод Сандерс | Удушающий приём (гильотина)                | 1     | 0:39  |

## Награды
Следующие бойцы получили бонусные выплаты в размере $50 000:
- Лучший бой вечера: Крис Келейдс против Пэдди Холохана

- Выступление вечера: Рори Макдональд и Оливье Обен-Мерсье